# Лукаш Пешек
Лу́каш Пе́шек (чеськ. Lukáš Pešek; народився 22 листопада 1985, Прага, Чехословаччина) — чеський мотогонщик, учасник чемпіонату світу з шосейно-кільцевих мотогонок MotoGP. У сезоні 2013 року виступав в класі MotoGP за команду «Came IodaRacing Project» під номером 52.

## Спортивна кар'єра
Вигравши чеський чемпіонат в 125-ти кубовому класі в 2001 і 2002 роках, Лукаш Пешек взяв участь в чемпіонаті Європи в класі 250сс у 2003 році. У тому ж році він взяв участь також в чемпіонаті світу в класі 250сс, в середині сезону замінивши свого співвітчизника Ярослава Гулеша. За 9 гонок набрав 4 очки, посівши 12-е місце на Гран-Прі Австралії.
У сезоні 2004 року Пешек повернувся в клас 125cc, провівши перший повноцінний сезон у MotoGP з командою «Ajo Motorsport» на мотоциклі Honda. В сезоні чех зазнав багато аварій, набравши в цілому 20 очок і посівши 21-е місце у підсумковому заліку.
У період 2005-2007 років Лукаш Пешек виступав на мотоциклах Derbi. Його виступи покращилися з кожним роком. У 2005 році він був 19-м, в 2006 році 6-й і 4-й у 2007 році, вигравши в останньому сезоні дві гонки: Гран-Прі Китаю та Австралії.
У сезоні 2008 року Пешек перейшов у клас 250cc, закінчивши свій дебютний сезон п'ятнадцятим.
У 2011 році він брав участь в іспанському чемпіонаті в класі Moto2, а також у німецькому чемпіонаті «Supersport».
У 2012 році брав участь у перших двох гонках чемпіонату «World Supersport» на мотоциклі Honda CBR600RR за команду «PRORACE», але після етапу в Імолі був замінений італійцем Лоренцо Лансі. Сезон продовжував у німецькому чемпіонаті «Superbike».

### Статитика виступів у MotoGP

#### У розрізі сезонів
| Сезон  | Клас   | Команда                 | Мотоцикл             | Гонки | Пер | Под | ПП | НК | Очки | Місце |
| ------ | ------ | ----------------------- | -------------------- | ----- | --- | --- | -- | -- | ---- | ----- |
| 2002   | 125сс  |                         | Honda                | 1     | 0   | 0   | 0  | 0  | 0    | —     |
| 2003   | 250сс  | Yamaha Kurz             | Yamaha               | 9     | 0   | 0   | 0  | 0  | 4    | 30    |
| 2004   | 125сс  | Ajo Motorsport          | Honda RS125R         | 16    | 0   | 0   | 0  | 0  | 20   | 21    |
| 2005   | 125сс  | Metis Racing Team       | Derbi                | 16    | 0   | 0   | 0  | 0  | 25   | 19    |
| 2006   | 125сс  | Derbi Racing            | Derbi                | 16    | 0   | 3   | 2  | 1  | 154  | 6     |
| 2007   | 125сс  | Valsir Seedorf Derbi    | Derbi                | 17    | 2   | 6   | 1  | 3  | 182  | 4     |
| 2008   | 250сс  | Auto Kelly - CP         | Aprilia              | 16    | 0   | 0   | 0  | 0  | 43   | 15    |
| 2009   | 250сс  | Auto Kelly - CP         | Aprilia              | 16    | 0   | 0   | 0  | 0  | 74   | 15    |
| 2010   | Moto2  | Matteoni CP Racing      | Moriwaki             | 11    | 0   | 0   | 0  | 0  | 5    | 34    |
| 2013   | MotoGP | Came IodaRacing Project | Ioda-Suter-BMW TR002 | 18    | 0   | 0   | 0  | 0  | 0    | —     |
| Всього | Всього | Всього                  | Всього               | 136   | 2   | 9   | 3  | 4  | 507  |       |

## Pešek Racing Academy
У 2013 році Лукаш Пешек започаткував проект «Pesek Racing Academy», який призначена для дітей віком від 5 до 10 років. Мета проекту: навчати у Празі потенційних чеських гонщиків, які могли б в майбутньому виступати у чемпіонаті світу. Навчання відбувається на мотоциклах італійського бренду Polini.